# Gare de Devils Lake (Dakota du Nord)
La gare de Devils Lake (Dakota du Nord) est une gare ferroviaire des États-Unis, située sur le territoire de Devils Lake dans l'État du Dakota du Nord.

## Service des voyageurs

### Desserte
Elle est desservie par des liaisons longue-distance Amtrak : 
- l'Empire Builder: Seattle/Portland - Chicago